# Landschaftsschutzgebiet Kysuce
Das Landschaftsschutzgebiet Kysuce (slowakisch Chránená krajinná oblasť Kysuce) ist ein Landschaftsschutzgebiet im Nordwesten der Slowakei, das in der traditionellen Landschaft Kysuce liegt, und setzt sich aus zwei getrennten Teilen zusammen. Das Gebiet liegt überwiegend im politischen Bezirk Žilinský kraj (Okresy Bytča, Čadca, Dolný Kubín und Žilina), mit kleineren Teilen im Trenčiansky kraj (Okresy Považská Bystrica und Púchov). Das Landschaftsschutzgebiet grenzt an das tschechische Landschaftsschutzgebiet Beskydy, den polnischen Landschaftsschutzpark Saybusch und das slowakische Landschaftsschutzgebiet Horná Orava.
Der Sitz der Verwaltung befindet sich in Čadca.

## Geographie

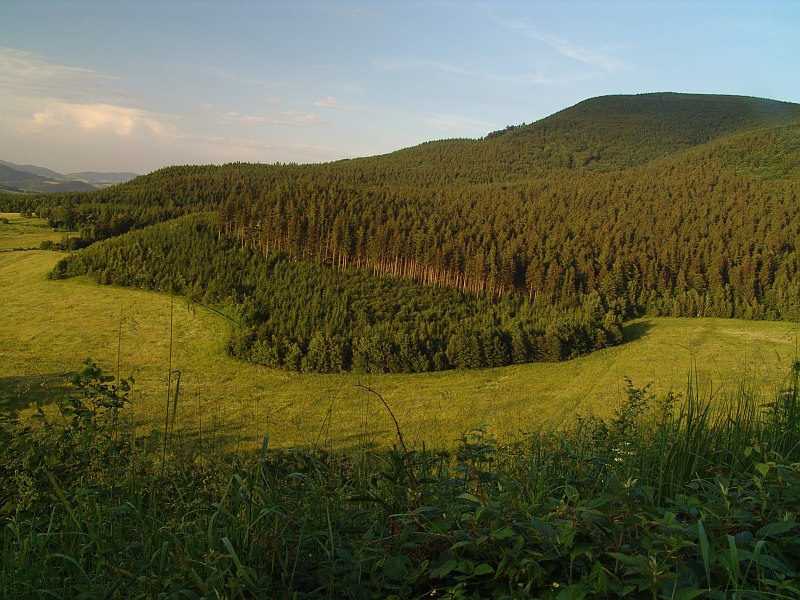
Veľký Javorník

Das Landschaftsschutzgebiet liegt in der Landschaft Kysuce nördlich und nordwestlich von Žilina und wird von zwei unterschiedlichen Teilen gebildet. Das ganze Gebiet liegt jedoch in den äußeren Westkarpaten und ist von Flyschgestein gebildet. Der Westteil liegt in den Gebirgen Javorníky und Mährisch-Schlesische Beskiden sowie im Bergland Turzovská vrchovina und berührt die Grenze Tschechien-Slowakei. Der höchste Berg ist der Veľký Javorník (1071 m n.m.). Der Ostteil liegt in den Beskiden und wird vom Gebirge Kysucké Beskydy und Bergland Kysucká vrchovina eingenommen; er berührt die slowakisch-polnische Grenze. Die höchste Erhebung ist die Veľká Rača (1236 m n.m.).
Als Folge der spätmittelalterlichen Walachen-Kolonisierung hat das Gebiet einen Mosaik-Charakter, mit abwechselnden Kleinsiedlungen mit alter Volksarchitektur sowie Wiesen, Feldern und Wäldern.
Das Gebiet gehört zum Einzugsgebiet der Waag, zumeist durch den Nebenfluss Kysuca gespeist. Nur im Javorník-Gebirge mündet ein Teil der Bäche direkt in die Waag. Auf Grund des undurchlässigen Flyschgesteins und der relativ fortgeschrittenen Entwaldung ist der Abfluss relativ schnell, was manchmal zu lokalen Überschwemmungen führen kann.

## Flora und Fauna
Im Vergleich zu den anderen weiträumigen slowakischen Naturschutzgebieten ist das Gebiet des CHKO Kysuce mit etwa mehr als 50 % relativ wenig bewaldet. Eichen gibt es nur sehr selten, dominant sind hingegen Buchen und künstlich eingeführte Fichten-Monokulturen. Die ursprünglichen Mischwälder befinden sich nur in den höher gelegenen Grenzgebieten. Das Gebiet beherbergt mehrere Torf- und Moorlokalitäten, wo Pflanzen wie Rundblättriger Sonnentau, Straußenfarn, Türkenbund und Gemeine Akelei sowie etliche aus der Familie der Orchideen wachsen.
Bisher sind mehr als 200 Arten der Wirbeltiere bekannt. Durch das Gebiet verläuft die Westgrenze der Verbreitung großer Raubtiere der Slowakei – Braunbär, Wolf und Luchs. Ein karpatischer Endemit ist der Karpatenmolch.

## Tourismus

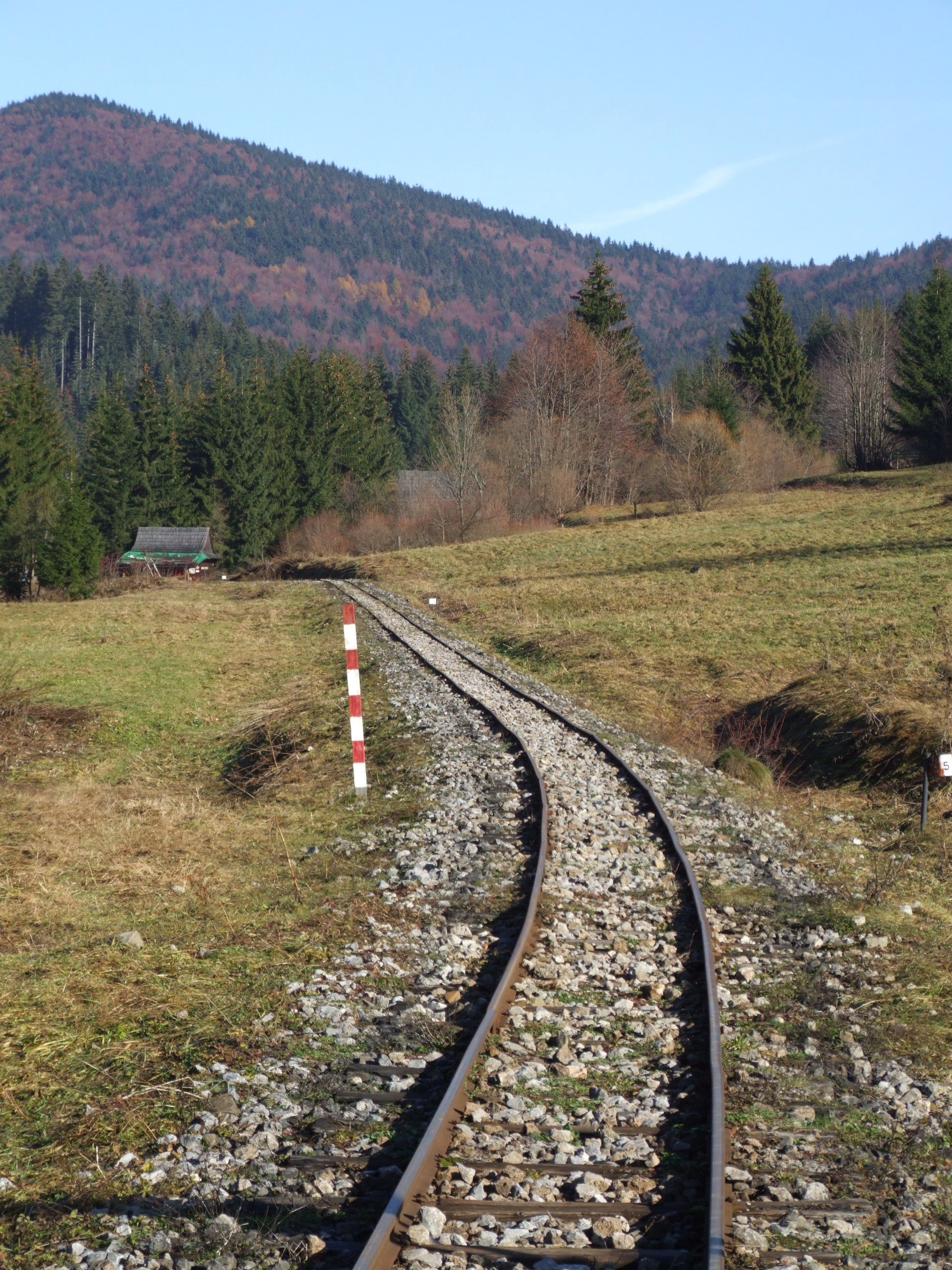
Gleis der Waldbahn Vychylovka

Einige Attraktionen auf dem Gebiet des CHKO Kysuce sind die Erdölquelle von Korňa, Sandstein-Kugeln wie zum Beispiel bei Klokočov, die Waldbahn Vychylovka mit Spitzkehren über die Beskiden sowie das nahe gelegene Museum des Kysuce-Dorfes, ein Freilichtmuseum (Gemeinde Nová Bystrica).

## Besonderer Naturschutz

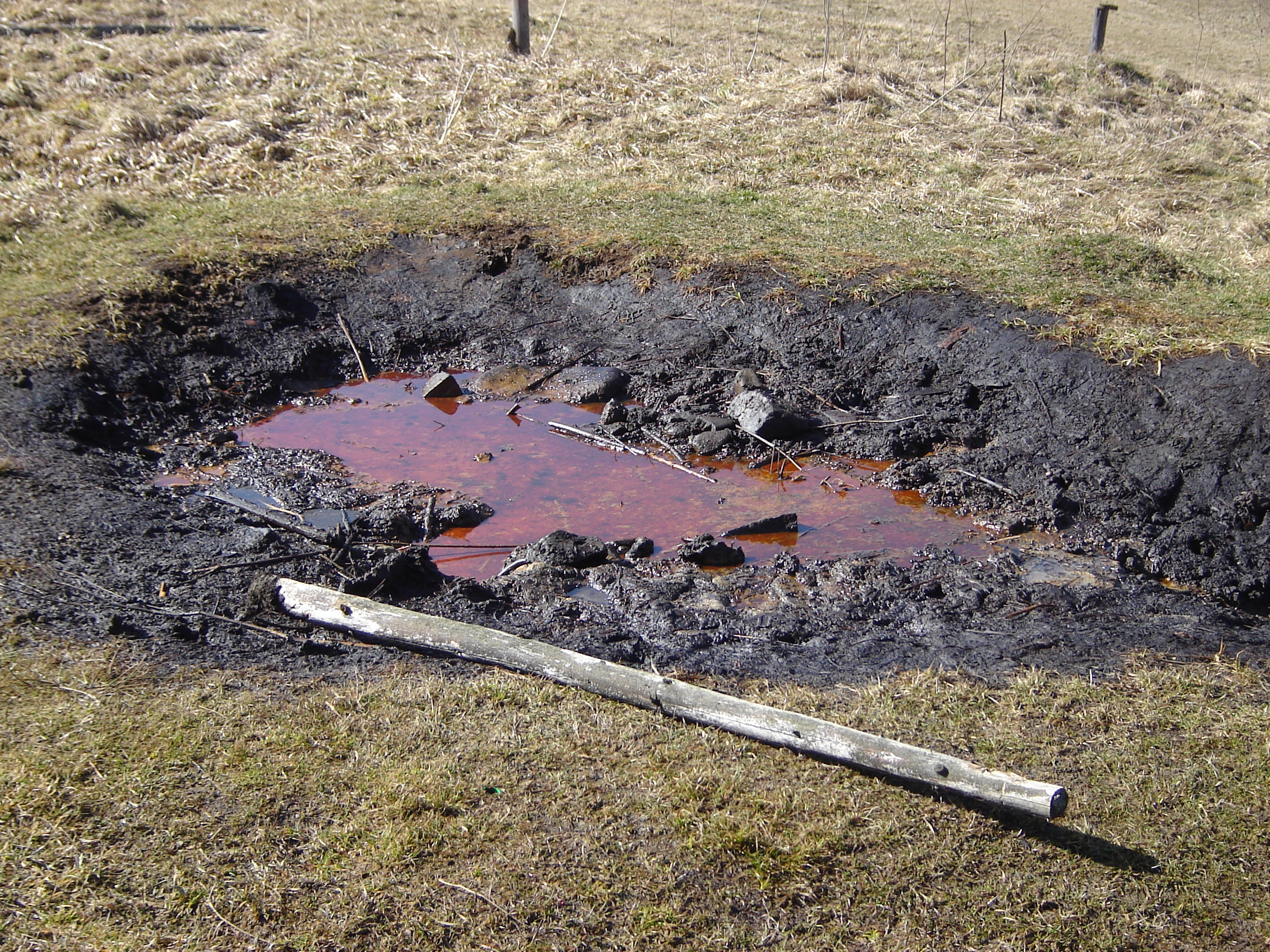
Erdölquelle von Korňa

Im Großschutzgebiet finden sich folgende speziellere Schutzgebiete:
- Národné prírodné rezervácie (NPR, Nationale Naturreservate)
  - Malý Polom (86,1 ha, seit 1981)
  - Veľká Rača (313,0 ha, 1976)
  - Veľký Javorník (13,95 ha, 1967)
- Prírodné pamiatky (PP, Naturdenkmale)
  - Korniansky ropný prameň (0,171 ha, seit 1973)
  - Vychylovské prahy (0,383 ha, 1973)
  - Vychylovské skálie (26,72 ha, 1983)
- Prírodné rezervácie (PR, Naturreservate)
  - Čertov (84,62 ha, seit 1993)
  - Čierna Lutiša (26,35 ha, 1962)
  - Hričovec (21,12 ha, 1988)
  - Javorinka (35,52 ha, 1993)
  - Klokočovské skálie (6,12 ha, 1973)
  - Klubinský potok (0,826 ha, 2000)
  - Polkova (5,08 ha, 1993)
  - Veľký Polom (47,58 ha, 1993)
  - Zajačkova lúka (3,98 ha, 1979)
- Chránené areály (CHA, Geschützte Areale)
  - Chmúra (0,409 ha, 2001)
- sowie:
  - Beskydy Dark Sky Park (Lichtschutzgebiet, grenzübergreifend mit Tschechien 31.000 ha, seit 2013)